# Theaterhaus Königstraße 17

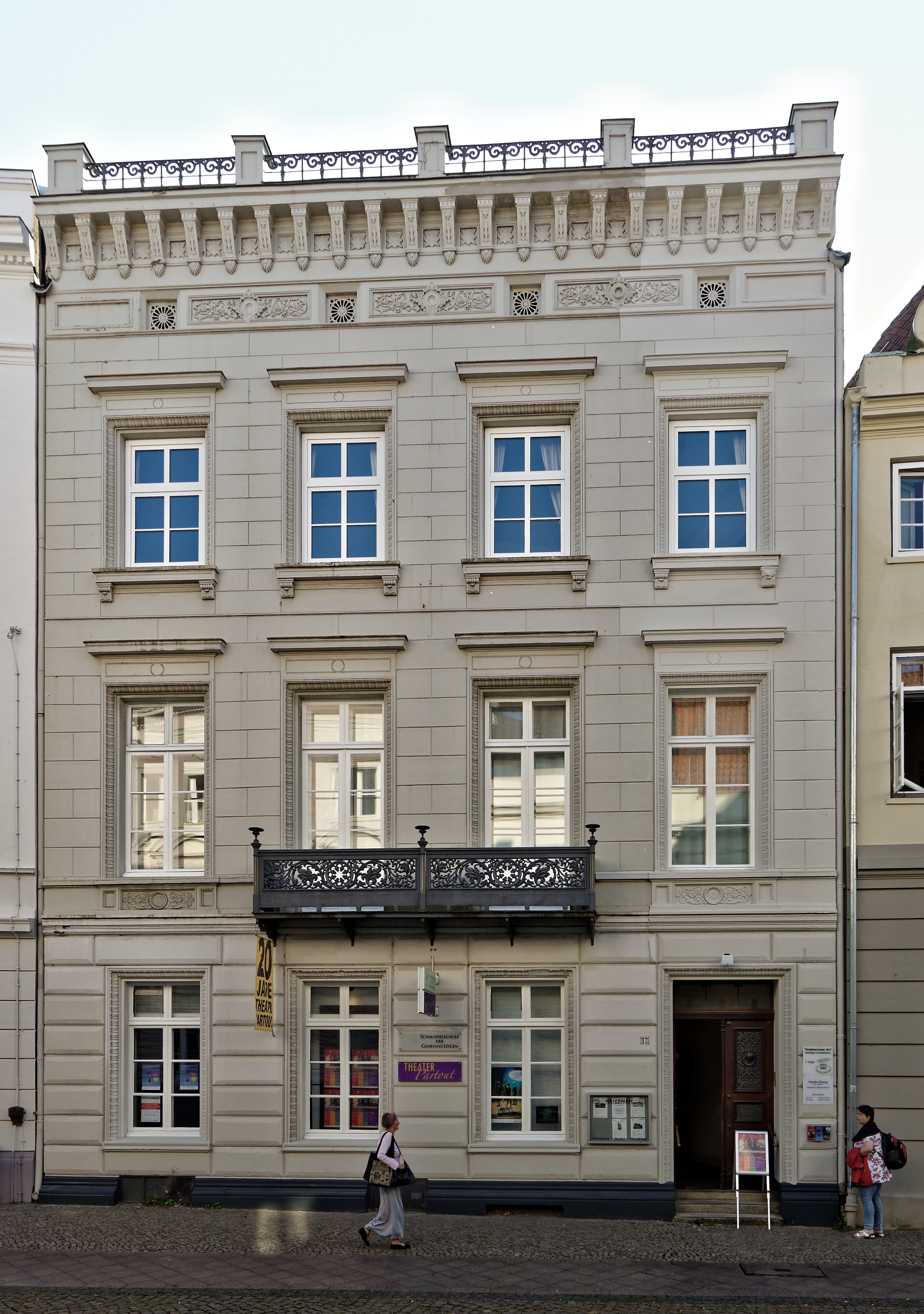
Fassade Königstraße 17 (2016)

Das Theaterhaus ist ein denkmalgeschütztes Gebäude in der Lübecker Königstraße 17. Es ist Sitz der Taschenoper Lübeck und der Schauspielschule der Gesellschaft zur Beförderung gemeinnütziger Tätigkeit.

## Geschichte und Beschreibung
Das Grundstück in prominenter Lage im ersten nordöstlichen Block der Königstraße ist erstmals 1284 als bebaut bezeugt; 1367 erwarb es der damalige Bürgermeister Jakob Pleskow. Im frühen 16. Jahrhundert gehörte es der Ratsfamilie von Wickede. Bei seinem Tod 1744 war der Ratsherr Georg Heinrich Gercken Eigentümer des Hauses, dann 1768 der Kaufmann, Ratsherr und Bürgermeister Johann Georg Böhme. Im 19. Jahrhundert sind 1805 August Friedrich Kortum, 1827 Hinrich Christian Mantels und 1834 Dr. med. Hermann Gütschow als Eigentümer verzeichnet. Von 1816 bis 1825 befand sich hier die Lübecker Niederlassung der Thurn-und-Taxis-Post.
1854 erwarb der Kaufmann und Konsul Peter Hinrich Rodde (1822–1891), Inhaber des Handelshauses Rodde, Schröder & Co das Haus. Er sorgte sogleich für einen repräsentativen, klassizistischen Neubau über dem erhaltenen dreischiffigen mittelalterlichen Keller mit Kreuzgewölben. Diesem Neubau verdankt das Haus im Wesentlichen seine heutige Gestalt.
Es präsentiert sich als dreigeschossiges Wohnhaus mit einer aufwendig gegliederten spätklassizistischen Putzfassade. Das Erdgeschoss ist rustifiziert; der Eingang befindet sich an der rechten Seite. Die zweiflügelige Haustür hat gusseiserne, gründerzeitliche Ziergitter. Die Beletage ist durch zwei mittige Fenstertüren zu einem schmiedeeisernen, von durchbrochenem Gitter eingefassten Balkon hervorgehoben. Den oberen Abschluss bildet ein ausladendes Kranzgesims in besonders reicher Ausführung, eine über Rankenfriesfeldern eng gereihte ornamentgeschmückte Konsolenfolge mit dazwischen liegenden Zierfeldern. Die Attikazone ist geprägt von einer schmiedeeisernen Balustrade zwischen Pfeilern, die die Fensterachsen aufnehmen. Die Rückfront ist schlicht und backsteinsichtig. Sie wurde durch spätere Umbauten verändert, ebenso der Flügelanbau.
Nach Roddes Tod nutzte die 1882 von Emmy Eschricht gegründete Frauengewerbeschule, die 1894 von der Gesellschaft zur Beförderung gemeinnütziger Tätigkeit übernommen wurde, das Gebäude bis 1900. Die Schule bot Kurse in Handelsfächern wie Buchhaltung, eine Ausbildung zur Zeichenlehrerin und Kochkurse an.
Ab 1910 wurde es von dem bekannten Orthopäden Oskar Meyer (1880–1959, im Volksmund Knochen-Meyer) als Praxis und Orthopädisches Institut genutzt. Für Zwecke der damals neuen, modernen, gerätegestützten Medico-mechanischen Therapie nach Gustav Zander (Zandern) wurde im hinteren Teil des Grundstücks ein grundstücksbreiter Saalbau errichtet, der nach seiner originalen Bestimmung Zandersaal genannt wird. Dessen Gartenfassade zeigt hohe rundbogige Fensterblenden; der dreiachsige Mittelteil wird von einem flachen Giebeldreieck abgeschlossen.
Oskar Meyer, der jüdischer Herkunft war, verlor aufgrund der nationalsozialistischen Judenverfolgung seine Kassenzulassung und musste Haus und Praxis 1936 weit unter Wert verkaufen. Das Wohnungsinventar wurde versteigert. 1937 gelang ihm mit seiner Familie die Emigration nach London.
Das Innere wurde nach dem Zweiten Weltkrieg für Arztpraxen und Büroräume weitgehend umgestaltet. Unter anderem hatte Walther Böttcher hier seine Rechtsanwalts- und Notarskanzlei. Erhalten blieb das bauzeitliche klassizistische Treppenhaus.
Seit 1967 steht das Äußere des Hauses, insbesondere die Straßenfassade, unter Denkmalschutz.

## Nutzung
Seit einem Umbau 2007/2008 dient das Haus als zunächst privat geführtes Theaterhaus für verschiedene Gruppen wie das Theater partout (bis 2021), die Schauspielschule der Gemeinnützigen, die tribüHne und ab 2021 die Taschenoper. Dafür wurde das Erdgeschoss umgebaut. Der Theatersaal fasst ca. 100 Zuschauer.
Die Gesellschaft zur Beförderung gemeinnütziger Tätigkeit erwarb Haus und Grundstück 2014 und bewirtschaftet es seither als Theaterhaus der Gemeinnützigen.